# Калюмет (окръг, Уисконсин)
Окръг Калюмет (на английски: Calumet County) е окръг в щата Уисконсин, Съединени американски щати. Площта му е 1028 km², а населението – 52 442 души (1 април 2020). Административен център е град Чилтън.